# Andrea Canobbio
Andrea Canobbio (Torino, 1962) è uno scrittore, traduttore e curatore editoriale italiano.

## Biografia
Dopo la laurea conseguita alla Facoltà di Economia e Commercio dell'Università degli Studi di Torino, ha esordito nel mondo della letteratura nel 1986 con il racconto Diario del centro, incluso nella raccolta Giovani blues curata da Pier Vittorio Tondelli per il progetto "Under 25". Lavorò poi come editor per Bompiani: una volta pubblicata la sua prima opera, Vasi cinesi, uscito per Einaudi, fu assunto dalla casa editrice torinese come editor per le opere in francese e in inglese. Ha pubblicato 9 libri e ne ha tradotti due (entrambi dal francese); per Vasi cinesi ha vinto il Premio Grinzane Cavour per scrittori esordienti e il Premio Mondello opera prima, mentre per Tre anni luce ha vinto nel 2013 il Premio Mondello opera italiana. Il romanzo autobiografico La traversata notturna è stato fra i cinque finalisti del Premio Strega 2023 e vincitore (ex aequo con "Cuori in piena" di Alessio Torino) della 36ª edizione del Premio Procida Isola di Arturo Elsa Morante sezione Narrativa).

## Opere

### Narrativa
- Vasi cinesi, Torino, Einaudi, 1989 Finalista al Premio Bergamo[4]
- Traslochi, Torino, Einaudi, 1992
- Padri di padri, Torino, Einaudi, 1997
- Indivisibili, Milano, Rizzoli, 2000
- Il naturale disordine delle cose, Torino, Einaudi, 2004 Premio Brancati 2004[5]
- Presentimento, Roma, Nottetempo, 2007
- Mostrarsi, Roma, Nottetempo, 2011
- Tre anni luce, Milano, Feltrinelli, 2013
- La traversata notturna, La nave di Teseo, 2022
- Ritratto dell'autore da giovane statua, hopefulmonster editore, 2024

### Traduzioni
- Jean-Jacques Rousseau, Le fantasticherie del passeggiatore solitario, Torino, Einaudi, 1993
- Jean Echenoz, Un anno, Torino, Einaudi, 1998